# Freistadt (distrito)
| Distrito de Freistadt                                          |                              |
| Estado                                                         | Alta Áustria                 |
| Capital                                                        | Freistadt                    |
| Área                                                           | 993,86 km²                   |
| População                                                      | 64.939 habitantes (1/1/2010) |
| Densidade                                                      | 65 hab./km²                  |
| Website                                                        | Site oficial                 |
| Localização de Distrito de Freistadt no estado de Alta Áustria |                              |
|                                                                |                              |

Freistadt é um distrito da Áustria localizado no estado da Caríntia.

## Cidades e municípios
Freistadt possui 27 municípios, sendo dois deles com estatuto de cidade (Stadtgemeinde) e 17 com estatuto de mercado (Marktgemeinde):
| Cidades: - Freistadt - Pregarten Mercados: - Bad Zell - Gutau - Hagenberg im Mühlkreis - Kefermarkt - Königswiesen - Lasberg - Leopoldschlag - Liebenau - Neumarkt im Mühlkreis - Rainbach im Mühlkreis - St. Leonhard bei Freistadt - Sankt Oswald bei Freistadt - Tragwein - Unterweißenbach - Wartberg ob der Aist - Weitersfelden - Windhaag bei Freistadt | Municípios: - Grünbach - Hirschbach im Mühlkreis - Kaltenberg - Pierbach - Sandl - Schönau im Mühlkreis - Unterweitersdorf - Waldburg |

|  |